# Joaquim Azevedo
Joaquim Azevedo é professor da Universidade Católica Portuguesa e o mais antigo membro do Conselho Nacional de Educação de Portugal. É reconhecido como um dos maiores conhecedores do sistema educativo português, que acompanha e reflete desde que foi dirigente estudantil, nos anos setenta do séc. XX. Foi criador, com Roberto Carneiro, do ensino profissional em Portugal, em 1989, lançou os Centros de Formação de Associação de Escolas, destinados à formação contínua e autoregulada dos professores, reestruturou a Avaliação Pedagógica dos alunos do ensino básico, relançou os Exames Nacionais do ensino secundário (1993), lançou o projeto Arco Maior (2013), para jovens excluídos das escolas, e coordena, desde 1998, o relançamenmto de uma rede de Escolas Profissionais em Moçambique. 

## Biografia
Foi dirigente estudantil (1973-1977), professor e diretor escolar (1978-1983), técnico de planeamento regional da educação, na CCDR-N (1983-1988), Diretor-Geral do Ministério da Educação, GETAP (1988-1992), órgão responsável pela criação do ensino profissional e das Escolas Profissionais e pelo relançamento do ensino artístico especializado, Secretário de Estado do Ensino Básico e Secundário (1992-1993), diretor da Faculdade de Educação e Psicologia (2002-2010) e representou Portugal em vários organismos internacionais, como a UNESCO e a OCDE-CERI.
É professor catedrático da Universidade Católica Portuguesa, coordena a área da educação do Centro de Estudos do Desenvolvimento Humano-CEDH,  é membro do Conselho Nacional de Educação-CNE, onde dirige a 1ª Comissão de Políticas Públicas e Desenvolvimento do Sistema Educativo, pertencendo à Comissão Coordenadora do CNE. Dirige duas revistas de investigação em educação, uma portuguesa (Revista Portuguesa de Investigação Educacional) e outra internacional (EducA).
É Presidente da ACISE-Associação Católica Internacional das Faculdades de Educação, com sede em Paris (desde 2014).
Foi distinguido publicamente pelo Presidente da República como Grande-Oficial da Ordem de Instrução Pública (2009) e com a Medalha de Ouro da Defesa Nacional (2015).
É autor de várias obras de referência para a compreensão e análise da educação em Portugal.
Atualmente é Professor Catedrático da Faculdade de Educação e Psicologia da Universidade Católica Portuguesa.  

## Funções governativas
No  XI Governo Constitucional (1987-1991) foi Secretário de Estado dos Ensino Básico e Secundário.   